# メアリー・メイソン・リヨン
メアリー・メイソン・リヨン（Mary Mason Lyon 、1797年2月28日 - 1849年3月5日）はアメリカ合衆国における女子教育の先駆者の一人。一部ではミドルネームを略してメアリー・リヨン（Mary Lyon）とも称される。なお日本における日本語への音声転写において、文献や時代によってはマリー・ライオン、メアリ・ライオン、マリー・リオンなど、これらに類する複数の異表記が見られる場合もある。マサチューセッツ州ノートンにホイートン女学校を、同州サウスハドリーにマウント・ホリヨーク女子神学校を設立させた人物。

## 略歴
1797年2月28日、マサチューセッツ州バックランドの農家に生まれる。5歳の時に一家の大黒柱であった父が死に、のちに13歳の時、実母が再婚。母親は再婚に伴って家から出ていくが、メアリーは兄弟の中でも家業を継いでいたアーロンのもとで彼をサポートするためにバックランドに残る。その間に学を志して近隣のいくつかの初等教育・中等教育の学校へと自主的に通うようになり17歳（1814年）の頃からは、それらの学校において生徒に自身の学んだ知識を教えるようになる。この経験はメアリーにとって中級以下の貧しい家庭の子においても、それぞれの事情に適した学びの機会が与えられるべきという思いを抱かせた。
結果として、メアリーは東マサチューセッツに在する2つの中等教育の学校から、アッシュフィールドに在するサンダーソン・アカデミーおよびベイフィールド・セミナリーへと通った。ベイフィールド・セミナリーにおいて教師や友人に助けられ、校長に見守られながら、ジルファ・ポーリー・グラント・バニスターと共にヨーゼフ・エマーソンに学ぶ。ここでメアリーは大学教育・学校運営における基礎教養を身につけたと言われる。卒業後、メアリーはバックランドにて小さな私塾を開くも、のちにジルファ・ポーリー・グラントに誘われてアダムス女学校やイプスウィッチ女学校にて教鞭を執った。その後のリヨンの活動は米国各地での女子教育施設の普及運動に大きな影響を与えたと言われる。
大学卒業後の教師生活において、メアリーは様々な社会的立場の人間が存在する社会の中で、それらの人間が立場によって差別される事なく普遍的な教育を受けられる事を望み、その設立を資本家・篤志家の援助ではなく、他ならぬ教育を受ける生徒・学生の自主の元での共同支出に依って成り立つ事が望ましいと考えていた。そして、その教育内容は当時の各女学校においてポピュラーであった良家の子女に行う花嫁修業の延長のようなものではなく、社会において職業女性（教師など）として成り立つ事ができる人材を育成する事を目指したとされる。これはベイフィールド・セミナリーにて師であったヨーゼフ・エマーソンの影響が大きいとされる。
1834年にメアリーは自身最初の高等教育機関として知人の裁判官であったレイバン・ホイートンらと共に、ホイートン女学校を創設する。この女学校はレイバンの娘の死去を悼み、レイバンの妻であるエリザが夫であるレイバンを説得して設立させた女学校であった。そのためリヨンは教育カリキュラムの実施作成等に活動の主を置き、学校の運営方針などに関しては着手する事は、なかったとされる。
1837年にレイバンと袂を別ち、マウント・ホリヨーク女子神学校を創設する。同校を開学した際、メアリーは、この大学が通常の女学校よりも高い水準の学術の場、また（家庭ではなく）社会にとって有意な女性の育成の場となるように努力し、入試からして女子教育としては高水準の設問を用意したと言われる。一方で、授業料は各家庭の事情を勘案して安価に抑え、より広い生活層へ、より広範囲な学問の機会を与えようとした。さらには常に社会における女性の役割を模索し、包括的で、正確で、革新的で、誰が見ても公平な理に適う科学的な学問の姿勢に基づく生き方を生徒たちに求めたと言われる。生徒を徹底的に管理し、多忙かつ質素で厳格な教育を行い、生徒には自由時間は沈黙して過ごすよう求めた。また、「学校をキリスト教会の苗床にする」という教育方針を掲げ、生徒全員に繰り返し信仰告白、「堅信」の告白を行うよう求めた。
1849年3月5日に死去。死因は、当時看病していた学生から感染した丹毒とされている。

## 宗教
元々、出生元となる実家はバプテストだったが、メアリーはセミナリー時代の師であるエマーソンの影響から会衆派教会へと改宗している。

## 影響

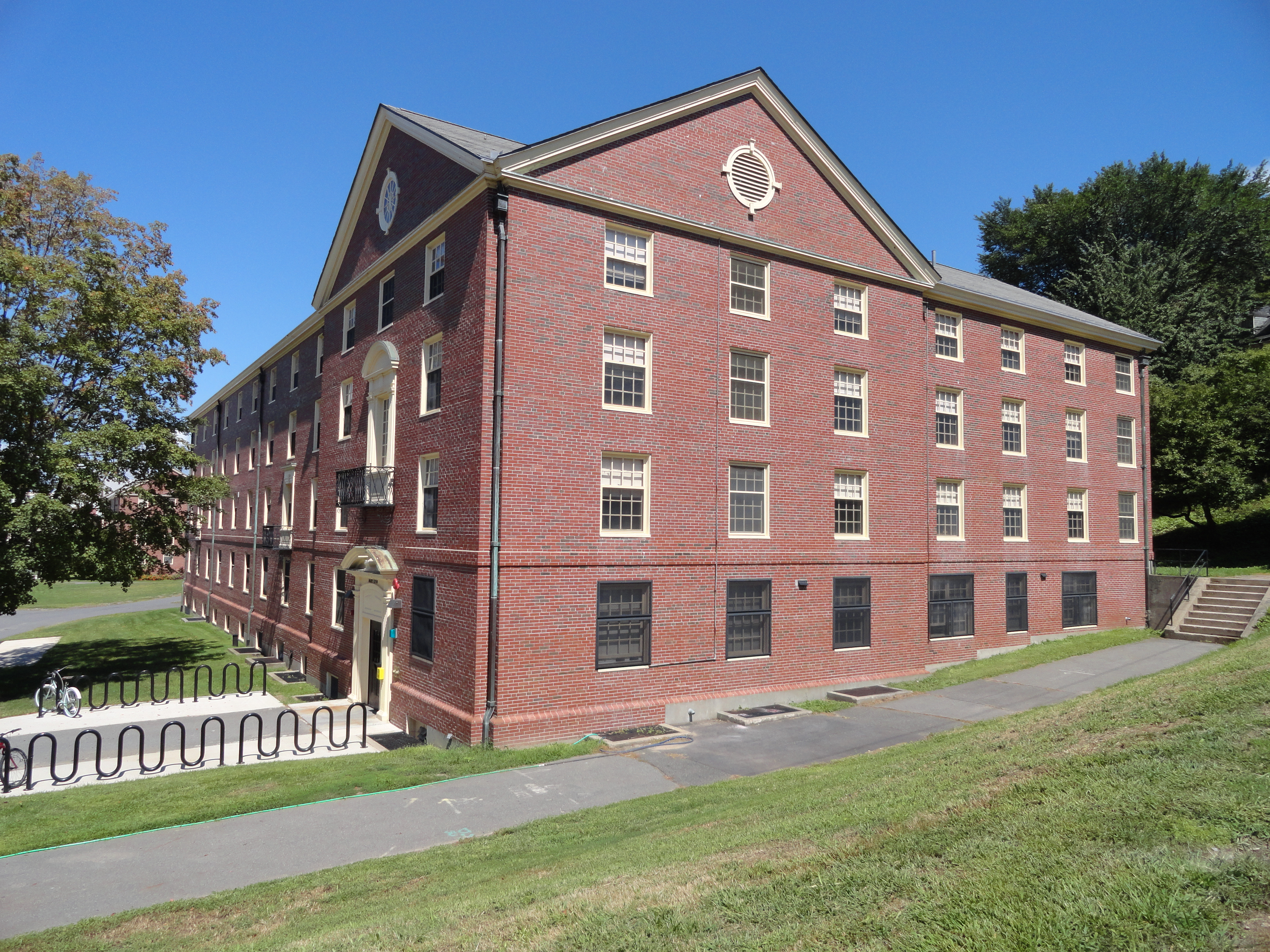
メアリー・リヨン・ハウス

マイアミ大学、スワースモア大学、マサチューセッツ大学アマースト校、ニューハンプシャー・プリマス大学には、彼女にまつわる記念碑や史跡が存在している。特にマサチューセッツ大学アマースト校では、自校の寮としてメアリー・リヨン・ハウスを構える。
ヴァッサー大学、ウェルズリー大学、オハイオ・ウェスタン女子大は、メアリーの設立したマウント・ホリヨーク大学を範として設立されており、メアリーと同様の理念の下で運営されているとされる。

### メアリー・リヨン・ハウス
メアリー・リヨン・ハウス（Mary M.Lyon House、メアリー・リヨン・ホールとも称される）はマサチューセッツ州アマースト校敷地内の東北居区域に建設されている寮。ボストンの建築家、ルイス・W・ロス（Louis W. Ross）によって1958年に、ジョージア風様式のデザインをもって建築された。もちろん、その命名は女子教育の先駆者であるメアリー・リヨンにちなむ。

### 日本での影響
同志社女学校の設立時、設立者であった新島襄が参考にしたのが、リヨンの創設したマウント・ホリヨーク大学のスタイルであるとされる。そのためか他にも日本において女学校が設立された折に、リヨンの思想を範とした学校は多い。特に岡山県高梁向町（現在の高梁市向町）において順正女学校を設立させた福西志計子には大きな影響を与えた。福西はリヨンを終生の目標とし、日本においてリヨンの実用人材育成主義を実践しようとしたと言われる。